# Mięso mielone

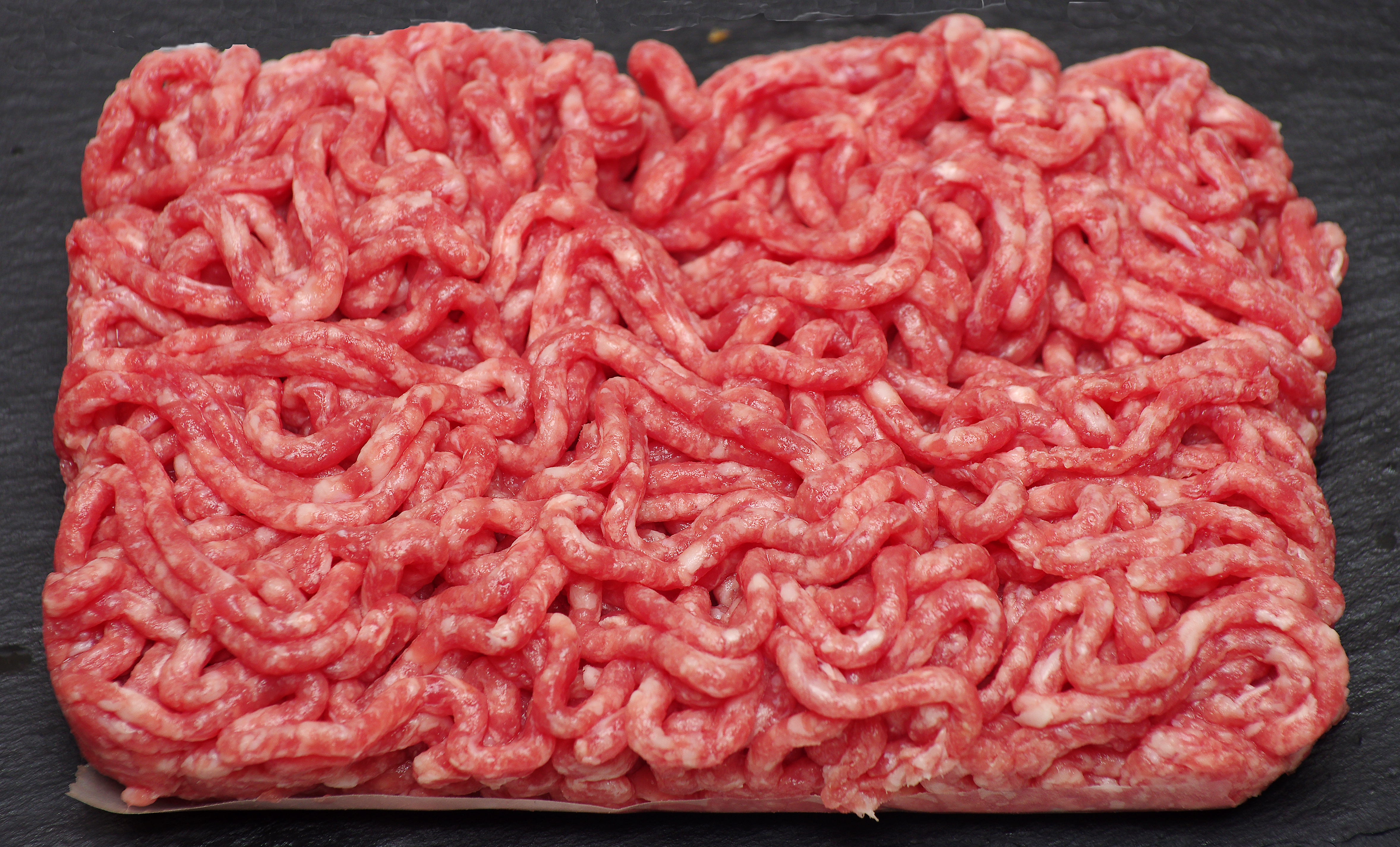
Porcja mięsa mielonego

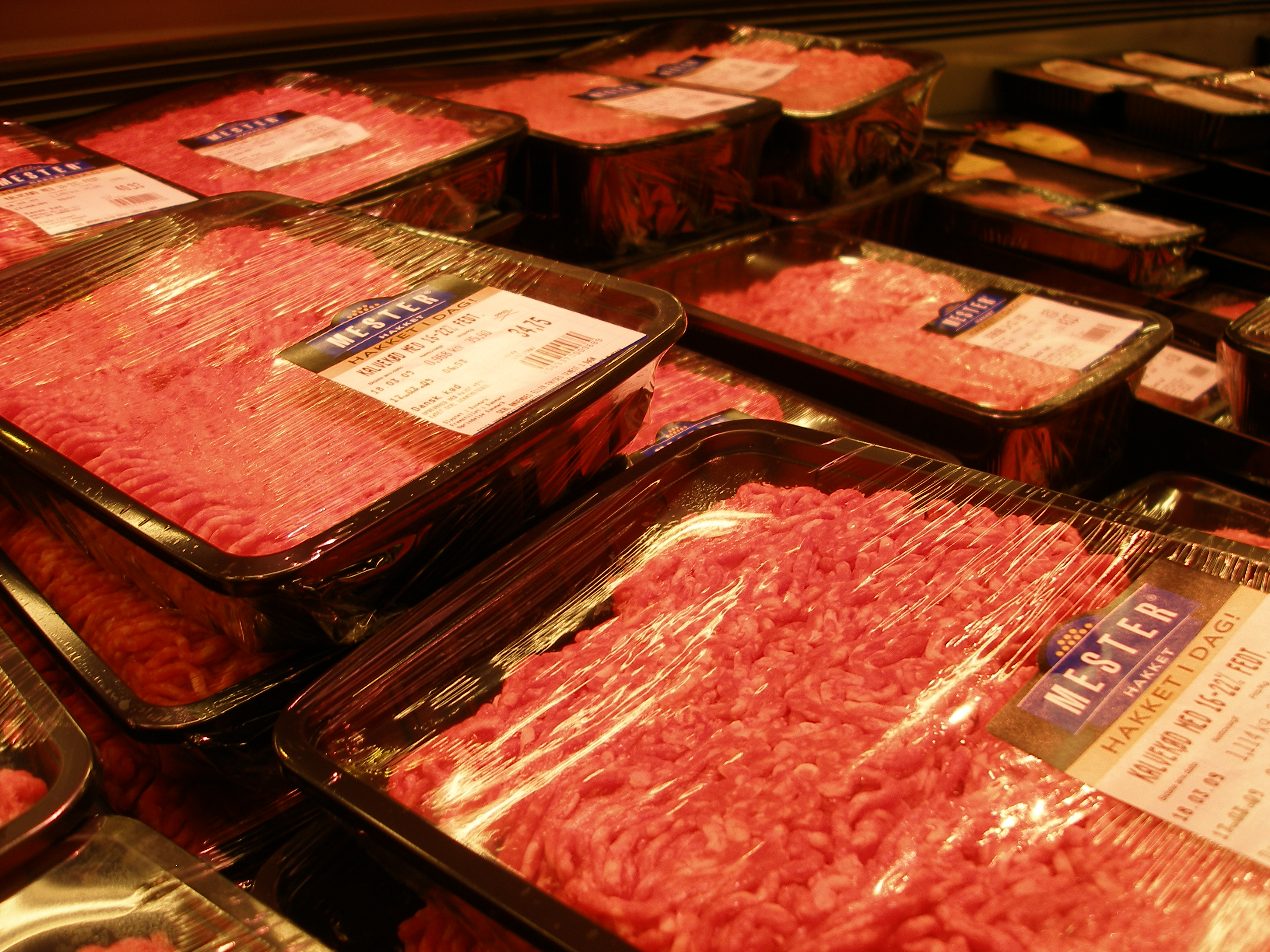
Mięso mielone (paczkowane)

Mięso mielone – mięso bez kości, które zostało rozdrobnione na kawałki (zmielone lub posiekane) i zawiera mniej niż 1% soli. Produkt ten zaliczany jest do grupy produktów nieprzetworzonych lub przetworzonych w niewielkim stopniu. Mięso mielone, podobnie jak świeże mięso, z którego pochodzi, nie jest poddawane żadnym procesom przetwarzania z wyjątkiem chłodzenia i pakowania (próżniowego lub w atmosferze ochronnej). Z uwagi na łatwość, z jaką mięso mielone psuje się, wynikającą z właściwości surowca, oraz jego rozdrobnienia musi zostać spożyte w dniu przygotowania. Mięso mielone pakowane w atmosferze ochronnej może być przechowywane w lodówce w temperaturze od 2 °C do 4 °C dłużej, wg daty przydatności do spożycia.

## Otrzymywanie
W warunkach domowych mielenie wykonywane jest przy użyciu tzw. maszynki do mięsa najczęściej elektrycznej. W przemyśle spożywczym i gastronomii, gdzie rozdrabnianie mięsa odbywa się na większą skalę wykorzystuje się maszyny mielące m.in. spiralno-śrubowe (zwanej wilkiem). Do rozdrabniania nadają się zasadniczo wszystkie gatunki mięsa, w praktyce są to najczęściej wołowina i drób. Specyficznym przypadkiem jest surimi sporządzane z mięsa rybiego. Z uwagi na szybkie psucie się mięsa mielonego oraz próby oszustw z wykorzystanie np. MOM jest ono w lokalnym sklepie lub stoisku mięsnym najczęściej mielone na oczach klienta.

## Oszustwa
Mięso mielone różni się od mięsa oddzielanego mechanicznie tym, że to drugie w procesie produkcji przemysłowej traci strukturę mięśniową (lub dochodzi do jej znaczącej modyfikacji). W praktyce rynkowej może dochodzić do nadużyć w tym zakresie i oferowania MOM.

## Mięso mielone w kulturze
Mięso mielone jest podstawą tworzenia wielu dań w różnych kuchniach świata, np. kotletów mielonych, pulpetów, gołąbków, köttbullar, ćevapčići, qimy, tatara (mięso wyłącznie siekane) czy makaronu dandan.